# ミュジーク・コンクレート
ミュジーク・コンクレートまたはミュージック・コンクレート (musique concrète)は、1940年代の後半にフランスでピエール・シェフェールによって作られた現代音楽のひとつのジャンルであり、音響・録音技術を使った電子音楽の一種。具体音楽とも訳される。

## 概要
人や動物の声、鉄道や都市などから発せられる騒音、自然界から発せられる音、楽音、電子音、楽曲などを録音、加工し、再構成を経て創作される。

## 歴史
録音技術以前において具体音を音楽として取り入れた例としては、ルイージ・ルッソロの創作楽器イントナルモーリによるパフォーマンスや、エドガー・ヴァレーズの「イオニザシオン」(Ionisation) におけるサイレンの使用などが挙げられるが、そうした音の録音、加工から生まれる音楽ジャンルであるミュジーク・コンクレートの創始者は、フランスの電気技師であったピエール・シェフェールであるとされる。1948年頃からミュジーク・コンクレートの実験を始めたシェフェールは、1949年に作曲家ピエール・アンリ と出会い、1951年、共同でフランス国営放送 (Radiodiffusion-Télévision Française, RTF) 内にミュジーク・コンクレート研究グループ (Groupe de Recherche de Musique Concrète, GRMC) を設立、数曲の実験的作品を作った。シェフェール、アンリらのミュジーク・コンクレート作品は当初、ラジオ放送を通じて発表されており、1950年、エコールノルマル音楽院にて発表された「ひとりの男のための交響曲」(Symphonie pour un homme seul) が、聴衆を前に公開された初の作品となった。同作品は、1955年、アヴィニョン演劇祭においてモーリス・ベジャールによりバレエ音楽として使われ、ミュジーク・コンクレートは広く人に知られることとなった。
1958年、放送局の研究機関フランス国立視聴覚研究所（Institut National d'Audiovisuel, INA）の内部組織として、シェフェールはGRMCを再編、音楽研究グループ (Groupe de Recherches Musicales, GRM）を設立し、やがて多くの作曲家 (エドガー・ヴァレーズ、リュック・フェラーリ、ヤニス・クセナキス、オリヴィエ・メシアン、ピエール・ブーレーズ) らが同グループ内においてミュジーク・コンクレート作品を手がけることとなった。日本人では、松本民之助の息子である、松本日之春が属していた。

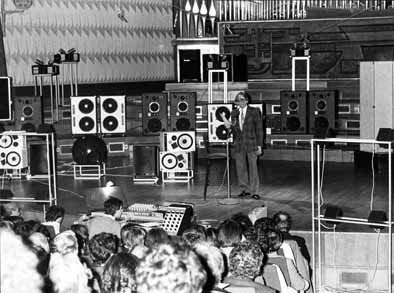
GRMにてアクースモニウムを解説するピエール・シェフェール, 1974年.

ドイツでは、1951年より活動を開始したヘルベルト・アイメルト創設の西ドイツ放送 (Westdeutscher Rundfunk Köln, WDR) 電子音楽スタジオにおいて、主に発振器の変調による電子音楽の研究が進められていたが、カールハインツ・シュトックハウゼンが、これとミュジーク・コンクレートの手法を折衷させて創作した「少年の歌」(Gesang Der Jünglinge) を発表して以降 (1956年)、ドイツで展開していた電子音楽 (Elektronische Musik) とフランスで生まれたミュジーク・コンクレートとの明確な差異は徐々に無効化していった。
1968年にビートルズが発表したザ・ビートルズ (アルバム)にはミュジーク・コンクレートの曲であるレボリューション9が収録されている。
日本では、文化放送で発表された黛敏郎の手による「ミュージック・コンクレートの為のXYZ」が、国内初のミュジーク・コンクレート作品となった(1953年)。1955年、西ドイツ放送電子音楽スタジオを参考に日本放送協会局内に設置されたNHK電子音楽スタジオ、および新日本放送において、黛、諸井誠、武満徹、湯浅譲二らが日本における初期のミュジーク・コンクレートの制作に携わった。またこの時期、東京通信工業の開発によるオートスライドを使用した視覚要素を含むマルチメディア作品が武満、湯浅らの手によって作られていたことは世界的にも先駆的な試みであった。
1977年、ブーレーズを所長として設立されたフランス国立音響音楽研究所では、器楽演奏と電子音楽、ミュジーク・コンクレートの融合であるライブ・エレクトロニクスの研究が主に進められてきたが、ジョナサン・ハーヴェイの手による「モルトゥオス・プランゴ、ヴィヴォス・ヴォコ」(Mortuos Plango, Vivos Voco) (1980年) などのミュージック・コンクレート作品も発表された。
今日では、国際現代音楽協会国際音楽祭やガウデアムス国際音楽週間の作曲コンクール電子音楽部門、ルイージ・ルッソロ電子音楽賞など、ミュージック・コンクレートを対象とした音楽祭、顕彰事業が世界各国に存在する。

## 制作手法
ミュジーク・コンクレートでは、マスタリングを終えた録音物そのもの、またはスピーカーの配置、音響空間などを含めたコンサート (アクースマティック・ミュージック) が作品となる。
作曲者が制作工程で必要とした楽譜、備忘録やアイデアの下書きとしてのグラフはあくまで素材、スケッチとされ、それ自体は作品とは見なさない（他のジャンルでは、近代音楽は楽譜に記された物、演奏、演奏の記録すべてが作品とみなされる。ポピュラー音楽では、公式な楽譜は無いことが多いが譜面に起こしたもの、演奏、演奏の記録のすべてが作品とみなされる。）。
最初期においてはレコード盤が加工、マスタリングメディアとして用いられたが、テープレコーダーの発達により、50年代の前半には、テープを用いた制作が主流となった。ドイツで発達した発振器による電子音楽とミュジーク・コンクレートは当初異なる美学を持つ音楽とされたが、シュトックハウゼンの「少年の歌」以降、双方の境は曖昧になっていき、現在では、楽音、騒音、電子音を含めた全ての音が素材の対象となった。シンセサイザー、ハードウェアシーケンサーの登場と共に電子音、録音音源の加工、サンプリングの技術は簡易化の一途を辿り、それと共にプログレッシブ・ロック、テクノポップなど、電子音楽やミュジーク・コンクレートの技術が現代音楽以前の手法にも応用されるようになった。たとえば、近代音楽の理論で作曲された音楽を同じ理論で調律された具体音を使う、近代音楽を録音しつなぎ合わせる、近代音楽の効果音として用いるなどである。また、様々なポピュラー音楽でも応用され新しいジャンルが生まれた。現在では、現在のそうした他の音楽ジャンルと同様、録音の工程以降は、パーソナルコンピュータとソフトウェアシーケンサーなどの音楽編集アプリケーションソフトウェアを用いた制作がミュージック・コンクレートの主な制作手法となっている。

## スタイルおよび動向
フランスにおいては、シェフェール、アンリ、フランソワ・ベイル、リュック・フェラーリ、ベルナール・パルメジャーニなどの手によって、音楽を形成する上でのエクリチュール、ソルフェージュの体系が徐々に整えられていった。現在では、舞台、音響空間を重視したアクースマティック・アートを提唱するドゥニ・デュフールや、エレクトロニカやテクノとの相互影響を厭わないクリスチャン・ザネジ、ライブ・エレクトロニクスのサポート・オーディオとしてミュージックコンクレートを扱うヤン・マレシュなど、様々な動向が見られる。

### 否定的な意見
- スタンリー・キューブリック(映画監督) - 2001年宇宙の旅の製作中にミュジーク・コンクレートの事を「ゴミ」と発言している。[1]
- ピエール・シェフェール(現代音楽の作曲家) - 晩年にミュジーク・コンクレートに関わった自らの人生を「無駄だった」と総括している。[2]（前述の通りミュジーク・コンクレートというジャンルを作り出した人でもある。）